# کنساکو آبه
کنساکو آبه (انگلیسی: Kensaku Abe؛ زادهٔ ۱۳ مهٔ ۱۹۸۰) فوتبالیست سابق اهل ژاپن است که در پست دروازه‌بان بازی می‌کرد.
از باشگاه‌هایی که در آن بازی کرده‌است می‌توان به ویسل کوبه اشاره کرد.